# Fraccionamiento Girasoles
Fraccionamiento Girasoles är en ort i Mexiko.   Den ligger i kommunen Apatzingán och delstaten Michoacán de Ocampo, i den södra delen av landet, 300 km väster om huvudstaden Mexico City. Fraccionamiento Girasoles ligger 328 meter över havet och antalet invånare är 928.
Terrängen runt Fraccionamiento Girasoles är platt åt nordost, men åt sydväst är den kuperad. Runt Fraccionamiento Girasoles är det ganska glesbefolkat, med 48 invånare per kvadratkilometer. Närmaste större samhälle är Apatzingán, 5,9 km nordväst om Fraccionamiento Girasoles. I omgivningarna runt Fraccionamiento Girasoles växer huvudsakligen savannskog.